# Tom Jager
Thomas Michael „Tom“ Jager (* 6. Oktober 1964 in Collinsville) ist ein ehemaliger US-amerikanischer Schwimmer.

## Erfolge
Bei Olympischen Spielen konnte er insgesamt vier Goldmedaillen gewinnen, alle in Staffeleinsätzen. Bei den Olympischen Spielen 1984 in Los Angeles und 1988 in Seoul wurde er bei den Siegen der 4 × 100-m-Lagenstaffeln der US-Amerikaner nur in den Vorläufen eingesetzt. Bei den Olympischen Spielen 1988 und 1992 in Barcelona konnte er aber auch im Finale bei den 4 × 100-m-Freistilstaffeln schwimmen und damit Olympiasieger werden. Im Einzel gewann er 1988 über 50 m Freistil die Silbermedaille und 1992 die Bronzemedaille. Bei Weltmeisterschaften gelangen ihm hingegen 1986 in Madrid und 1991 in Perth jeweils Siege über 50 m Freistil.
Im Jahr 2001 wurde er in die Ruhmeshalle des internationalen Schwimmsports aufgenommen.